# Фридрих IV фон Валзе
Фридрих IV фон Валзе (на немски: Friedrich IV von Walsee; † сл. 9 март 1408, Нидервалзе) от Валзе в Баден-Вюртемберг, е маршал на Долна Австрия (1403 – 1405).

## Живот
Той е третият син на Райнпрехт I († 1360/1361), господар на Ваксенберг, и втората му съпруга Елзбет фон Щархемберг († 1358/1368). Брат е на Рудолф I († 1405), Райнпрехт II († 1422), Анна († 1373), омъжена за Хауг VI фон Дуино († 1390), и Доротея († сл. 1398), омъжена за Вулфинг фон Щубенберг († 1398). Внук е на Хайнрих I цу Зайзенег († 1326), съдия на Ваксенберг, бургграф и капитан на Енс, и Елзбет фон Щархемберг († 1326). Правнук е на Еберхард III фон Валзе († 1288) и Аделхайд фон Валдбург († 1275).
Баща му Райнпрехт I се жени трети път за Елизабет фон Капелен. От първия брак на баща му с Елзбет фон Ленгенбах († 1347) Фридрих има две полусестри Агнес фон Валзе († 1402), омъжена пр. 29 юли 1357 г. за Йобст (Йодокус) I фон Розенберг († 1369), и Елизабет Валзе († сл. 1374), омъжена за Конрад фон Потендорф († сл. 1396).
Фридрих V е в свитата на херцог Леополд IV Хабсбург. През пролетта на 1391 г. той е начело на делегацията в Бургундия, за да урежда женитбата на херцога с Катарина Бургундска, дъщерята на херцог Филип II Смели Бургундски, и на 5 май 1392 г. в Дижон подписва договорите като гарант.
На 6 февруари 1403 г. Фридрих V е направен ландмаршал в Австрия. След смъртта на херцог Вилхелм 1406 г. Фридрих V и Райнпрехт II се застъпват за правата на малолетния Албрехт II

## Фамилия
Първи брак: с Анна фон Винкел († 21 октомври сл. 1389). Тя наследява имоти в Баден. Те имат две деца:
- Кристоф фон Валзе
- Катарина фон Валзе

Втори брак: пр. 2 юни 1395 г. с графиня Ита фон Вайнсберг († сл. 24 април 1396), дъщеря на граф Енгелхард VIII фон Вайнсберг († 1417) и графиня Анна фон Лайнинген-Хартенбург (1347 – 1413/1415). Те нямат деца.
Трети брак: пр. 23 юни 1399 г. с Доротея фон Щархемберг († 1419), дъщеря на Рюдигер III фон Щархемберг († ок. 1391) и Мария Анна фон Дакхсберг († 1370). Бракът е бездетен.
Вдовицата му Доротея фон Щархемберг се омъжва втори път ок. 1411 г. за Хартнайд фон Потендорф (1389 – 1425) и има с него две дъщери.